# Čereňany
Čereňany (bis 1927 slowakisch auch „Čerene“; ungarisch Cserenye) ist eine Gemeinde im Westen der Slowakei mit 1742 Einwohnern (Stand 31. Dezember 2024), die zum Okres Prievidza, einem Teil des Trenčiansky kraj, gehört.

## Geographie

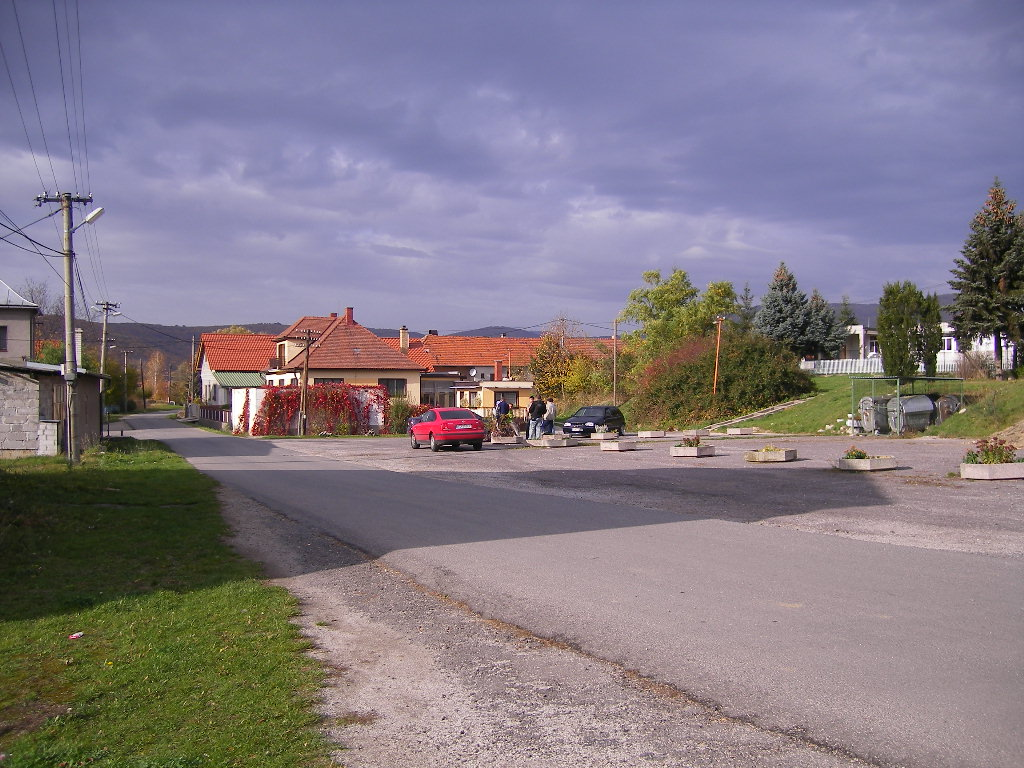
Straße im Dorf

Die Gemeinde befindet sich im unteren Teil des Talkessels Hornonitrianska kotlina am linken Ufer der Nitra. Südöstlich und südlich des Ortes erhebt sich das Vogelgebirge. Das Ortszentrum liegt auf einer Höhe von 258 m n.m. und ist neun Kilometer von Partizánske sowie 20 Kilometer von Prievidza entfernt.

## Geschichte
Der Ort wurde zum ersten Mal 1329 als Cherimen schriftlich erwähnt und gehörte anfangs zum Herrschaftsgut der Burg Bojnice. Danach kam er zu jenem der Burg Sivý Kameň, wie eine Urkunde von 1388 zeugt. Die Kirche wurde gegen 1440 erbaut und besteht mit mehreren Änderungen bis heute. Im 15. Jahrhundert behielten die Pauliner von Lefantovce einen Teil des Dorfes, später waren es Geschlechter wie Dóczy, Lessenyey, Palugyay und Hunyadi.
1828 sind 84 Häuser und 583 Einwohner verzeichnet.

## Bevölkerung
| Jahr:                | 1994. | 2004.   | 2014.   | 2024.   |
| -------------------- | ----- | ------- | ------- | ------- |
| Anzahl der Personen: | 1697  | 1730    | 1692    | 1742    |
| Unterschied:         |       | +1,94 % | -2,19 % | +2,95 % |

| Jahr:                | 2023. | 2024.   |
| -------------------- | ----- | ------- |
| Anzahl der Personen: | 1730  | 1742    |
| Unterschied:         |       | +0,69 % |

Ergebnisse nach der Volkszählung 2001 (1702 Einwohner):
| Nach Ethnie: - 98,47 % Slowaken - 0,76 % Tschechen - 0,12 % Deutsche - 0,12 % Magyaren | Nach Konfession: - 89,78 % römisch-katholisch - 6,46 % konfessionslos - 3,17 % keine Angabe - 0,41 % evangelisch |

## Bauwerke

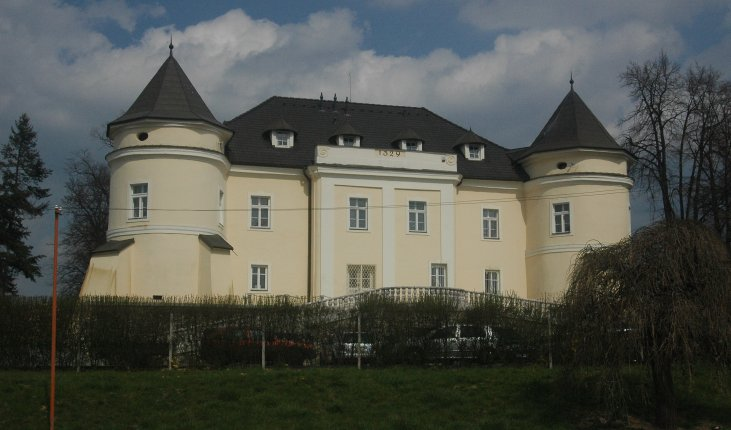
Landschloss Čereňany

- römisch-katholische Magdalenenkirche, gegen 1440 gotisch gebaut und mehrmals verändert, heute im barockisierten Stil gestaltet
- Landschloss mit einem Park, ursprünglich gegen 1640 als Festungsbauwerk im Renaissance-Stil angelegt, am Ende des 18. Jahrhunderts klassizistisch umgebaut